# Tříklasovice
Tříklasovice (německy Triklasowitz) jsou malá vesnice, část obce Psárov v okrese Tábor v Jihočeském kraji. Nachází se asi jeden kilometr západně od Psárova. Je zde evidováno 33 adres. V roce 2011 zde trvale žilo 32 obyvatel.
Tříklasovice jsou také název katastrálního území o rozloze 5,96 km².

## Historie
První písemná zmínka o vesnici pochází z roku 1379.

## Obyvatelstvo
| Rok            | 1869 | 1880 | 1890 | 1900 | 1910 | 1921 | 1930 | 1950 | 1961 | 1970 | 1980 | 1991 | 2001 | 2011 | 2021 |
| -------------- | ---- | ---- | ---- | ---- | ---- | ---- | ---- | ---- | ---- | ---- | ---- | ---- | ---- | ---- | ---- |
| Počet obyvatel | 260  | 222  | 208  | 240  | 223  | 208  | 190  | 141  | 135  | 117  | 80   | 54   | 46   | 32   | 34   |
| Počet domů     | 31   | 32   | 34   | 36   | 37   | 37   | 38   | 35   | 32   | 31   | 28   | 32   | 32   | 34   | 35   |

## Obecní správa
Při sčítání lidu v letech 1850–1920 Tříklasovice byly osadou obce Psárov v okrese Tábor. V letech 1921–1963 byly samostatnou obcí, se kterým patřily nejprve do okresu Tábor, ale v roce 1950 v okrese Soběslav. V letech 1964–1975 byly znovu částí obce Psárov v okrese Tábor. Od 1. ledna 1976 do 23. listopadu 1990 byly částí obce Mlýny v okrese Tábor. Od 24. listopadu 1990 jsou opět částí obce Psárov v okrese Tábor.

## Pamětihodnosti
- Kaplička

## Osobnosti
Narodil se zde např. architekt a malíř Alfred Pollak.

## Další fotografie

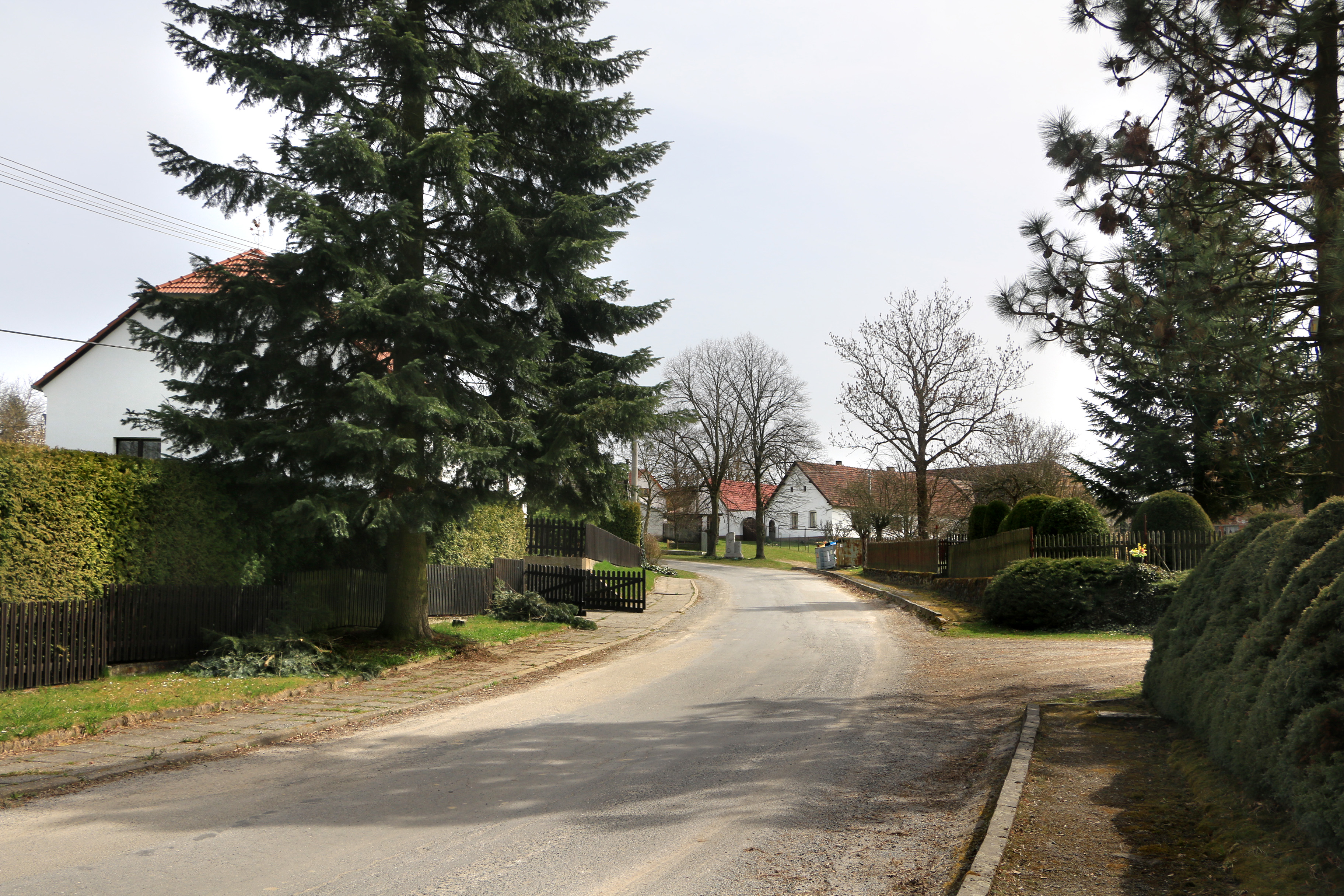
Hlavní silnice
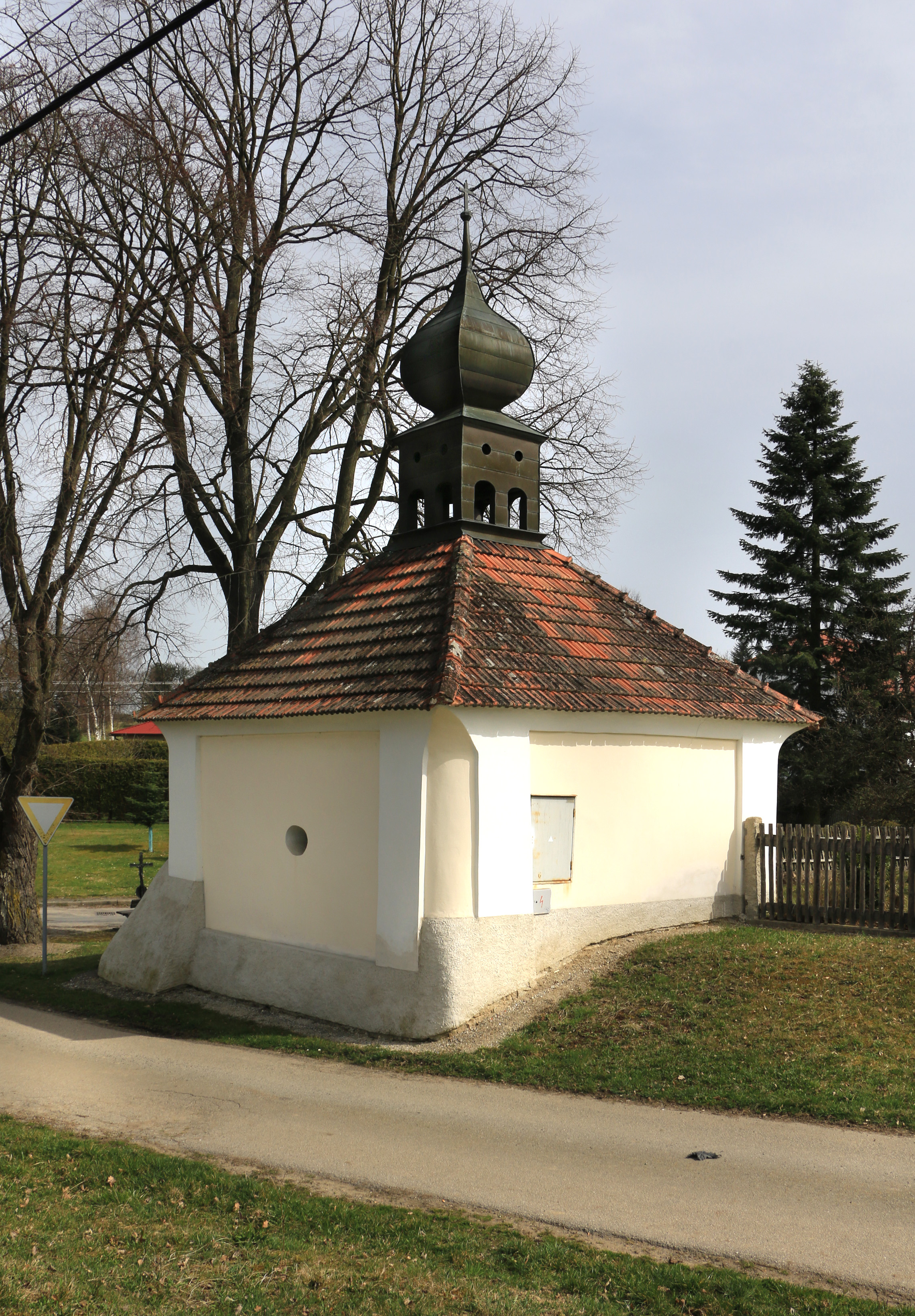
Kaple v centru vesnice
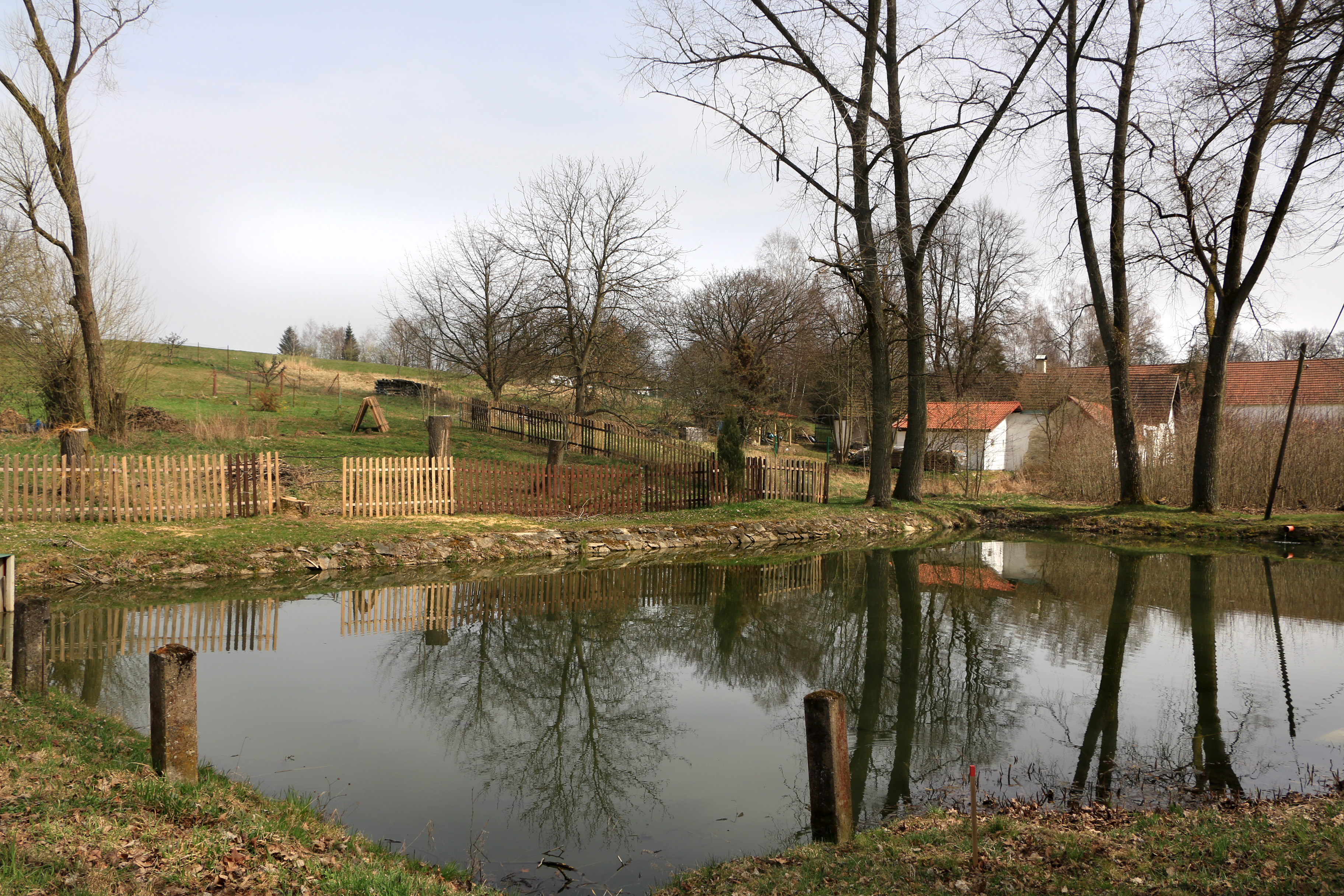
Malý rybník v severozápadní části